# Cobly
Cobly è una città situata nel dipartimento di Atakora nello Stato del Benin con 53 889 abitanti (stima 2006).

## Geografia fisica
Il comune dista 645 chilometri dalla capitale Cotonou e 106 da Natitingou. Confina a nord con il comune di Matéri, a sud con Boukoumbé, ad est con Tanguiéta e ad ovest con il Togo.

## Amministrazione
Il comune è formato dai seguenti 4 arrondissement composti da 26 villaggi:
- Cobly
- Datori
- Kountori
- Tapoga

## Società

### Religione
La maggioranza della popolazione segue religioni locali (82,8%), seguita dal cattolicesimo (7,0%) e dalla religione musulmana (3,6%).

## Economia
L'economia del comune è principalmente agricola, con la coltivazione di cotone ed arachidi. Sviluppato anche l'allevamento di bovini e ovini mentre è poco praticata la pesca. Sono rilevati inoltre giacimenti di sabbia.